# Were the World Mine
Pour plus de détails, voir Fiche technique et Distribution.
Were the World Mine est un film musical américain réalisé par Tom Gustafson sur le scénario de ce dernier et Cory James Krueckeberg, d'après le court métrage Fairies du même réalisateur, adaptant également d'une comédie Le Songe d'une nuit d'été de William Shakespeare, avec Tanner Cohen (en), Wendy Robie, Judy McLane, Zelda Williams et Jill Larson (en). Après avoir présenté à tous les festivals gays des États-Unis et reçu dix-sept récompenses, la sortie de ce film est le 21 novembre 2008 à New York et en France, le 27 janvier 2010 dans une seule salle à Paris.

## Synopsis
Timothy (Tanner Cohen (en)), un jeune homosexuel rêveur, est sollicité par son professeur Tebbit (Wendy Robie) pour jouer le rôle de Puck dans Le Songe d'une nuit d'été. Essayant de fuir de la réalité de son lycée en s'évadant dans ses rêves musicaux, il découvre la recette d'une potion magique permettant de rendre les gens amoureux de la première personne qu'ils voient et ce quel que soit son sexe, puis n'hésite pas à l'utiliser sur tous les habitants de la ville, la famille, les amis, les ennemis et surtout Jonathon Nathaniel David Becker) dont il est amoureux.

## Distribution
- Tanner Cohen (en) : Timothy
- Wendy Robie : Miss Tebbit
- Judy McLane : Donna
- Zelda Williams : Frankie
- Jill Larson (en) : Nora
- Ricky Goldman : Max
- Nathaniel David Becker : Jonathon
- Christian Stolte : Driskill
- David Darlow : Dr Bellinger
- Brad Bukauskas : Cole
- Parker Croft : Cooper
- Reid Dawson : Russ
- Waymon Arnette : Henry
- Yoni Solomon : Bradley
- Alexander Aguilar : Taylor
- Zach Gray : Ian
- Colleen Skemp : Becky
- Julia Black : Crystal
- Peggy Roeder : la mère de Cole
- Ora Jones : Madame Boyd
- Annabell Armour : Phyllis
- Michael Hargrove : le père de Henry
- Dev Kennedy : le père en colère
- J.R. Rose : Mayor Robbins
- Ken Gasch : un danseur
- Walter Thon : un danseur
- Adam Gauzza : un danseur
- Matthew McMunn : un danseur

## Fiche technique
- Musique : Jessica Fogle
- Lyrics : Cory James Krueckeberg
- Chorégraphie : Todd Underwood
- Décors : Mele Ortiz
- Costume : Elizabeth Wislar
- Photo : Kira Kelly
- Montage : Jennifer Lilly
- Producteur : Peter Sterling, Tom Gustafson, Cory James Krueckeberg
- Producteur exécutif : Gill Holland, Jon Sechrist, Reid Williams, Richard Zanetti
- Distribution : Acte Films
- Format : Couleur 1.85 : 1
- Langue : anglaise

## Critiques
Aux États-Unis, le film reçoit un accueil positif. Le site agrégateur de critiques Rotten Tomatoes recense 24 critiques du film, dont 71% donnent un avis positif.
- Enchanteur ! Attachant ! Frappant ! Magique, le film musical ! (Enchanting! Endearing! Striking! Movie musical magic!), The New York Times[5].
- Il me donne chaud au cœur (It made my heart soar), indieWire[6].
- Un film qui rappelle John Waters (At times reminiscent of John Waters), The Miami Herald[7].
- Sélection des critiques : absolument à voir ! (Critics' Pick - Must See!), New York Magazine[7].
- Osé et réussit comme un spectacle chaleureux qui s'éveille. (Dares and succeeds as a rousing warm-hearted spectacle), The Hollywood Reporter[8].

En France, le site Allociné recense des critiques spectateurs majoritairement favorables, avec une note moyenne de 3,3 étoiles sur 5. En revanche, les 5 critiques presse collectées donnent toutes un avis négatif, avec une note moyenne de 1,8 étoile.

## Commentaires
Were the World Mine, inspiré de la comédie théâtrale Le Songe d'une nuit d'été de William Shakespeare, est à la fois une comédie musicale, un film et un théâtre dans l'univers de Pierre et Gilles et du Moulin Rouge ! de Baz Luhrmann. Il a été projeté et récompensé dix-sept fois aux plus de soixante quinze festivals du film international à travers le monde.
Tout commence par le court-métrage Fairies de Tom Gustafson en 2003 qui a également été un triomphe sur le circuit festivalier en gagnant plusieurs prix des festivals gay, ce réalisateur avec Cory James Krueckeberg qui se forment un couple dans la vie organisent en 2006 plusieurs lectures du script à New York Musical Theatre Festival, puis avec NewFest. Ensemble ils écrivent entièrement les numéros musicaux qu'ensuite ils créent quatre mois avant le tournage avant d'aller au studio d'enregistrement.
L'expérience de ce tournage dure vingt-quatre jours, précisément quatre semaines de six jours à Chicago, ce qui montre le réalisateur rapide, amusant et frénétique comme le témoigne Zelda Williams.

## Musique
La bande originale du film de Jessica Fogle et Tim Sandusky, sortie le 14 octobre 2008, est produite par Lakeshore. Le second album de bande originale du film, sorti le 11 novembre 2008, est produit par PS Classics. Ni le premier ni le second album ne comprend les titres utilisés dans le film comme Relax, Take It Easy chanté par Mika, The Magic Position par Patrick Wolf ainsi que Cock Star interprété par le groupe The Guts dont le leader est Tanner Cohen.

### ChezLakeshore
Liste des chansons
| #   | Titre                            | Artiste                              | Parolier(s)                 | Durée | Note     |
| --- | -------------------------------- | ------------------------------------ | --------------------------- | ----- | -------- |
| 1.  | Awaken and Empower What's Within |                                      |                             | 0:16  | Dialogue |
| 2.  | Dodgeball Daydream               |                                      |                             | 1:07  |          |
| 3.  | Oh Timothy                       | Nathaniel David Becker               | J. Fogle, C. J. Krueckeberg | 0:46  |          |
| 4.  | Pity                             | Zelda Williams                       | J. Fogle, C. J. Krueckeberg | 1:26  |          |
| 5.  | Let's Sing                       |                                      |                             | 0:07  | Dialogue |
| 6.  | Audition / Be As Thou Wast Wont  | Wendy Robie, Tanner Cohen            |                             | 3:22  |          |
| 7.  | A Fairy?                         |                                      |                             | 0:09  | Dialogue |
| 8.  | He's Gay                         | Zelda Williams                       | J. Fogle, C. J. Krueckeberg | 0:29  |          |
| 9.  | Unite Rhythm With Words          |                                      |                             | 1:05  |          |
| 10. | Cupid's Love Juice               |                                      |                             | 2:21  |          |
| 11. | Were The World Mine              | Tanner Cohen, Nathaniel David Becker | J. Fogle, C. J. Krueckeberg | 4:45  |          |
| 12. | How Now, Mad Spirit?             |                                      |                             | 0:10  | Dialogue |
| 13. | Pansy Theme, Max                 |                                      |                             | 2:50  |          |
| 14. | Pansy Attack                     |                                      |                             | 0:44  |          |
| 15. | Pansy Theme, Jonathan            |                                      |                             | 1:43  |          |
| 16. | I'll Fix It                      |                                      |                             | 0:07  | Dialogue |
| 17. | March of the Fairies             |                                      |                             | 1:40  |          |
| 18. | What the Hell Is That?           |                                      |                             | 0:07  | Dialogue |
| 19. | Pansy Theme, Nora                |                                      |                             | 0:34  |          |
| 20. | Prove It! / Pansy Theme, Frankie |                                      |                             | 1:43  |          |
| 21. | The Course of True Love          | Judy McLane, Tanner Cohen            | J. Fogle, C. J. Krueckeberg | 4:16  |          |
| 22. | The Morning After                |                                      |                             | 1:22  |          |
| 23. | The Play Must Go On              |                                      |                             | 1:12  |          |
| 24. | All Things Shall Be Peace        | Wendy Robie, Tanner Cohen            | J. Fogle, C. J. Krueckeberg | 4:35  |          |
| 25. | Midsummer Lovers                 |                                      |                             | 0:55  |          |
| 26. | Sing!                            |                                      |                             | 0:09  | Dialogue |
| 27. | Sleep Sound                      | Tanner Cohen                         | J. Fogle, C. J. Krueckeberg | 1:45  |          |
| 28. | Pyramus and Thisby               | Zelda Williams, Parker Croft         | J. Fogle, C. J. Krueckeberg | 3:03  |          |
| 29. | Give Me Your Hands               |                                      |                             | 1:16  |          |
| 30. | I Feel Like Myself               |                                      |                             | 0:06  | Dialogue |
| 31. | To Speak True                    |                                      |                             | 2:40  |          |
| 32. | Who's Next?                      |                                      |                             | 0:06  | Dialogue |
| 33. | Mon Homme                        | Lauren Wolf                          |                             | 1:24  |          |

### ChezPS Classics
Liste des chansons
| #   | Titre                            | Artiste                              | Parolier(s)                 | Durée | Note     |
| --- | -------------------------------- | ------------------------------------ | --------------------------- | ----- | -------- |
| 1.  | Dodgeball Daydream               |                                      |                             | 1:07  |          |
| 2.  | Oh Timothy                       | Nathaniel David Becker               | J. Fogle, C. J. Krueckeberg | 0:46  |          |
| 3.  | Awaken and Empower What's Within |                                      |                             | 0:16  | Dialogue |
| 4.  | Pity                             | Zelda Williams                       | J. Fogle, C. J. Krueckeberg | 1:26  |          |
| 5.  | Let's Sing                       |                                      |                             | 0:07  | Dialogue |
| 6.  | Audition / Be As Thou Wast Wont  | Wendy Robie, Tanner Cohen            | J. Fogle, C. J. Krueckeberg | 3:22  |          |
| 7.  | Rugby Fight                      |                                      |                             | ?     |          |
| 8.  | He's Gay                         | Zelda Williams                       | J. Fogle, C. J. Krueckeberg | 0:29  |          |
| 9.  | Unite Rhythm With Words          |                                      |                             | 1:05  |          |
| 10. | Cupid's Love Juice               |                                      |                             | 2:21  |          |
| 11. | Were The World Mine              | Tanner Cohen, Nathaniel David Becker | J. Fogle, C. J. Krueckeberg | 4:45  |          |
| 12. | Pansy Theme, Max                 |                                      |                             | 2:50  |          |
| 13. | Pansy Attack                     |                                      |                             | 0:44  |          |
| 14. | Pansy Theme, Jonathan            |                                      |                             | 1:43  |          |
| 15. | March of the Fairies             |                                      |                             | 1:40  |          |
| 16. | Pansy Theme, Nora                |                                      |                             | 0:34  |          |
| 17. | Pansy Theme, Frankie             |                                      |                             | 1:43  |          |
| 18. | The Course of True Love          | Judy McLane, Tanner Cohen            | J. Fogle, C. J. Krueckeberg | 4:16  |          |
| 19. | The Play Must Go On              |                                      |                             | 1:12  |          |
| 20. | All Things Shall Be Peace        | Wendy Robie, Tanner Cohen            | J. Fogle, C. J. Krueckeberg | 4:35  |          |
| 21. | Midsummer Lovers                 |                                      |                             | 0:55  |          |
| 22. | Sleep Sound                      | Tanner Cohen                         | J. Fogle, C. J. Krueckeberg | 1:45  |          |
| 23. | Pyramus and Thisby               | Zelda Williams, Parker Croft         | J. Fogle, C. J. Krueckeberg | 3:03  |          |
| 24. | Give Me Your Hands               |                                      |                             | 1:16  |          |
| 25. | To Speak True                    |                                      |                             | 2:40  |          |

Distribution
- Jessica Fogle : Compositeur
- Maurice Yvain : Compositeur
- Tim Sandusky : Basse, Flûte traversiére, Guitare, Harpe, Clavecin
- Meena Cho : Violoncelle
- Josh Sandusky : Batterie

## DVD
Bien que le film en DVD soit sorti le 9 juin 2009 en Amérique, il est également disponible en Europe trois semaines plus tôt, depuis le 18 mai.